# Шмідт Світлана Володимирівна
Світлана Володимирівна Шмідт (нар.20 березня 1990) — українська легкоатлетка, майстер спорту міжнародного класу з легкої атлетики, рекордсменка України у бігу на 3000 м (8,41,01 с). Срібний призер чемпіонату Європи та Універсіади, учасниця Олімпійських ігор у Лондоні у 2012 році, неодноразова чемпіонка України. Нагороджена орденом Княгині Ольги ІІІ ступеня.

## Кар'єра
У лютому 2012 року на зимовому чемпіонаті України у Сумах Світлана встановила новий національний рекорд України у закритих приміщеннях на дистанції 3000 м (результат 8:41,01).
Влітку 2012 р. на чемпіонаті Європи Шмідт завоювала срібло з бігу на 3000 метрів з перешкодами, поступившись турчанці Гюльджан Мінгір. У тому ж році брала участь в Олімпійських іграх у Лондоні.
На літній Універсіаді 2013, яка проходила з 6-о по 17-е липня у Казані Світлана брала участь у змаганнях з бігу на 3000 метрів з перешкодами і здобула срібну нагороду.
Українка фінішувала другою з результатом 9:40.41. Виграла тут росіянка Юлія Заріпова (9:28.00), третє місце у туркені Гулсан Мінгір (9:45.88).

2015 року Світлана Шмідт завершила спортивну кар'єру.

## Державні нагороди
- Орден княгині Ольги III ст. (25 липня 2013) — за досягнення високих спортивних результатів на XXVII Всесвітній літній Універсіаді в Казані, виявлені самовідданість та волю до перемоги, піднесення міжнародного авторитету України[7]